# Elecciones provinciales de Argentina de 1973
Las elecciones provinciales de Argentina de 1973 tuvieron lugar el 11 de marzo del mencionado año con el objetivo de restaurar las instituciones democráticas constitucionales y autónomas de las provincias de Argentina después de casi siete años de la dictadura militar autodenominada Revolución Argentina.
El Partido Justicialista (PJ) ganó en todas las provincias excepto Neuquén, donde lo hizo el Movimiento Popular Neuquino con Felipe Sapag como candidato, y en Santa Fe, donde el FREJULI presentó a Carlos Sylvestre Begnis, del Movimiento de Integración y Desarrollo, en lugar de un candidato del PJ. Begnis debió derrotar a los contendientes del peronismo disidente para acceder a la gobernación de todas formas. Dado el golpe de Estado de 1976, ninguno de los gobernadores electos completó su mandato, y para cuando el golpe ocurrió, menos de tres años después, solo quince de los veintidós gobernadores se encontraban aún en el cargo. Los únicos dos gobernadores ajenos al PJ, Sapag y Silvestre Begnis, se mantuvieron en sus cargos hasta el golpe.

## Cronograma
| Distrito                          | Gobernador              | Partido | Partido       | Alianza nacional | Diputados | Senadores |
| --------------------------------- | ----------------------- | ------- | ------------- | ---------------- | --------- | --------- |
| Buenos Aires (Ver detalle)        | Oscar Bidegain          |         | Justicialista | FREJULI          | 92        | 46        |
| Capital Federal                   | No elige                | 60      | No elige      |                  |           |           |
| Catamarca (Ver detalle)           | Hugo Alberto Mott       |         | Justicialista | FREJULI          | 24        | 16        |
| Chaco (Ver detalle)               | Deolindo Bittel         |         | Justicialista | FREJULI          | 30        | No elige  |
| Chubut (Ver detalle)              | Benito Fernández        |         | Justicialista | FREJULI          | 27        | No elige  |
| Córdoba (Ver detalle)             | Ricardo Obregón Cano    |         | Justicialista | FREJULI          | 36        | 37        |
| Corrientes (Ver detalle)          | Julio Romero            |         | Justicialista | FREJULI          | 26        | 13        |
| Entre Ríos (Ver detalle)          | Enrique Tomás Cresto    |         | Justicialista | FREJULI          | 28        | 14        |
| Formosa (Ver detalle)             | Antenor Argentino Gauna |         | Justicialista | FREJULI          | 25        | No elige  |
| Jujuy (Ver detalle)               | Carlos Snopek           |         | Justicialista | FREJULI          | 30        | No elige  |
| La Pampa (Ver detalle)            | Aquiles Regazzoli       |         | Justicialista | FREJULI          | 21        | No elige  |
| La Rioja (Ver detalle)            | Carlos Menem            |         | Justicialista | FREJULI          | 25        | No elige  |
| Mendoza (Ver detalle)             | Alberto Martínez Baca   |         | Justicialista | FREJULI          | 48        | 38        |
| Misiones (Ver detalle)            | Juan Manuel Irrazábal   |         | Justicialista | FREJULI          | 32        | No elige  |
| Neuquén (Ver detalle)             | Felipe Sapag            |         | MPN           | Sin alianza      | 25        | No elige  |
| Río Negro (Ver detalle)           | Mario José Franco       |         | Justicialista | FREJULI          | 22        | No elige  |
| Salta (Ver detalle)               | Miguel Ragone           |         | Justicialista | FREJULI          | 60        | 23        |
| San Juan (Ver detalle)            | Eloy Camus              |         | Justicialista | FREJULI          | 30        | No elige  |
| San Luis (Ver detalle)            | Elías Adre              |         | Justicialista | FREJULI          | 30        | No elige  |
| Santa Cruz (Ver detalle)          | Jorge Cepernic          |         | Justicialista | FREJULI          | 24        | No elige  |
| Santa Fe (Ver detalle)            | Carlos Sylvestre Begnis |         | MID           | FREJULI          | 50        | 19        |
| Santiago del Estero (Ver detalle) | Carlos Juárez           |         | Justicialista | FREJULI          | 23        | No elige  |
| Tucumán (Ver detalle)             | Amado Juri              |         | Justicialista | FREJULI          | 40        | 20        |

## Buenos Aires
| Partidos              | Partidos                               | Votos     | %     | Representantes | Representantes | Bancas totales |
| Partidos              | Partidos                               | Votos     | %     | Distrito Único | Sección        | Bancas totales |
| --------------------- | -------------------------------------- | --------- | ----- | -------------- | -------------- | -------------- |
|                       | Frente Justicialista de Liberación     | 645.479   | 41,70 | Sin datos      | Sin datos      | Sin datos      |
|                       | Unión Cívica Radical                   | 379.946   | 24,55 | Sin datos      | Sin datos      | Sin datos      |
|                       | Unión Popular                          | 160.961   | 10,40 | Sin datos      | Sin datos      | Sin datos      |
|                       | Nueva Fuerza                           | 103.709   | 6,70  | Sin datos      | Sin datos      | Sin datos      |
|                       | Partido Renovador Federal              | 98.924    | 6,39  | Sin datos      | Sin datos      | Sin datos      |
|                       | Partido Socialista Democrático         | 97.940    | 6,33  | Sin datos      | Sin datos      | Sin datos      |
|                       | Partido Socialista de los Trabajadores | 39.905    | 2,58  | Sin datos      | Sin datos      | Sin datos      |
|                       | Partido Federalista Popular            | 12.498    | 0,81  | Sin datos      | Sin datos      | Sin datos      |
|                       | Cruzada Cívica Combatiente             | 8.513     | 0,55  | Sin datos      | Sin datos      | Sin datos      |
|                       |                                        |           |       |                |                |                |
| Votos válidos         | Votos válidos                          | 1.547.875 | 84,84 |                |                |                |
| Votos en blanco       | Votos en blanco                        | 268.208   | 14,70 |                |                |                |
| Votos anulados        | Votos anulados                         | 8.450     | 0,46  |                |                |                |
| Participación         | Participación                          | 1.826.650 | 88,39 |                |                |                |
| Electores registrados | Electores registrados                  | 2.064.116 | 100   |                |                |                |
| Fuente:               |                                        |           |       |                |                |                |